# Oleg Vernjajev
Oleg Vernjajev (Donetsk, 29 september 1993) is een Oekraïens turner. 
Vernjajev werd in 2014 wereldkampioen aan de brug in het Chinese Nanning. In 2015, 2017 en 2018 won Vernjajev de bronzen medaille tijdens de wereldkampioenschappen.
Tijdens de Olympische Zomerspelen 2016 in het Braziliaanse Rio de Janeiro won Vernjajev de gouden medaille aan de brug en de zilveren medaille op de meerkamp op slechts 0,099 van de Japanner Kōhei Uchimura. Dit was de kleinste marge waarmee Uchimura had gewonnen tijdens zijn twee olympische en zes wereldtitels.
Voor het gebruik van meldonium is Vernjajev geschorst vanaf december 2020 tot en met november 2024. 

## Resultaten

### Olympische Zomerspelen
| Jaar | Plaats         | Resultaten                                                                                            |
| ---- | -------------- | --- |
| 2012 | Londen         | 4e in de landenwedstrijd 11e in de meerkamp                                                           |
| 2016 | Rio de Janeiro | op de brug in de meerkamp 5e op sprong 8e in de landenwedstrijd 8e aan de rekstok 8e op paard voltige |

### Wereldkampioenschappen turnen
| Jaar | Plaats    | Resultaten     |
| ---- | --------- | -------------- |
| 2014 | Nanning   | aan de brug    |
| 2015 | Glasgow   | aan de brug    |
| 2017 | Montreal  | aan de brug    |
| 2018 | Doha      | aan de brug    |
| 2019 | Stuttgart | in de meerkamp |

1896: Alfred Flatow ·
1904: George Eyser ·
1924: August Güttinger ·
1928: Ladislav Vácha ·
1932: Romeo Neri ·
1936: Konrad Frey ·
1948: Michael Reusch ·
1952: Hans Eugster ·
1956: Viktor Tsjoekarin ·
1960: Boris Sjachlin ·
1964: Yukio Endo ·
1968: Akinori Nakayama ·
1972: Sawao Kato ·
1976: Sawao Kato ·
1980: Aleksandr Tkatsjov ·
1984: Bart Conner ·
1988: Vladimir Artemov ·
1992: Vitali Tsjerbo ·
1996: Roestam Sjaripov ·
2000: Li Xiaopeng ·
2004: Valeri Gontsjarov ·
2008: Li Xiaopeng · 
2012: Feng Zhe · 
2016: Oleg Vernjajev · 
2020: Zou Jingyuan · 
2024: Zou Jingyuan